# Tajgete (mitologia)
Tajgete (gr. Ταϋγέτη Taygétē, łac. Taygete) – w mitologii greckiej nimfa góry Tajget w Lakonii, jedna z siedmiu Plejad.
Uchodziła za córkę tytana Atlasa i Okeanidy Plejone (lub Okeanidy Ajtry). Była siostrą Alkione, Elektry, Kelajno, Mai, Merope, Sterope, a także Hiad i Hyasa.
Z bogiem Zeusem (uległa mu w omdleniu) miała syna Lakedajmona. Według innej wersji bogini Artemida przemieniła nimfę w łanię, chcąc ją ukryć przed zapędami Zeusa. Kiedy nimfa odzyskała ludzką postać, z wdzięczności poświęciła Artemidzie łanię kerynejską o złotych rogach i brązowych racicach.
Mityczna Tajgete jest identyfikowana z gwiazdą Taygetą w Plejadach, w gwiazdozbiorze Byka. Na niebie sąsiaduje z Hiadami (gromadą otwartą gwiazd w gwiazdozbiorze Byka) i konstelacją Oriona, które są z nią mitologicznie powiązane.